# Microtendipes urbanus
Microtendipes urbanus är en tvåvingeart som först beskrevs av Jean-Jacques Kieffer 1911.  Microtendipes urbanus ingår i släktet Microtendipes och familjen fjädermyggor.
Artens utbredningsområde är Tyskland. Inga underarter finns listade i Catalogue of Life.